# Chapelle Notre-Dame de Haurt (Bure)
La chapelle Notre-Dame de Haurt (ou Notre-Dame de Bure) est un édifice religieux catholique sis sur une colline boisée entre Bure et Tellin, dans la province de Luxembourg, en Belgique. Isolée et vieille de trois siècles la chapelle est précédée d’un chemin des Sept-Douleurs (de la Vierge Marie) de conception moderne. 

## Histoire
Comme souvent l’histoire se perd dans la légende, en ce qui concerne l’origine de la chapelle... 
Un bouvier ou un moine de l'abbaye de Bure aurait trouvé une statuette de la Vierge Marie portant l'Enfant-Jésus dans ses bras, sur la colline de Haurt. Il la ramène au village et la statue est placée avec vénération dans l’église. Mais – surprise ! – la statuette disparaît et retrouve sa place sur la colline de Haurt. L’histoire se répète plusieurs fois avant que l’on comprenne : Notre-Dame souhaite être vénérée à Haurt.

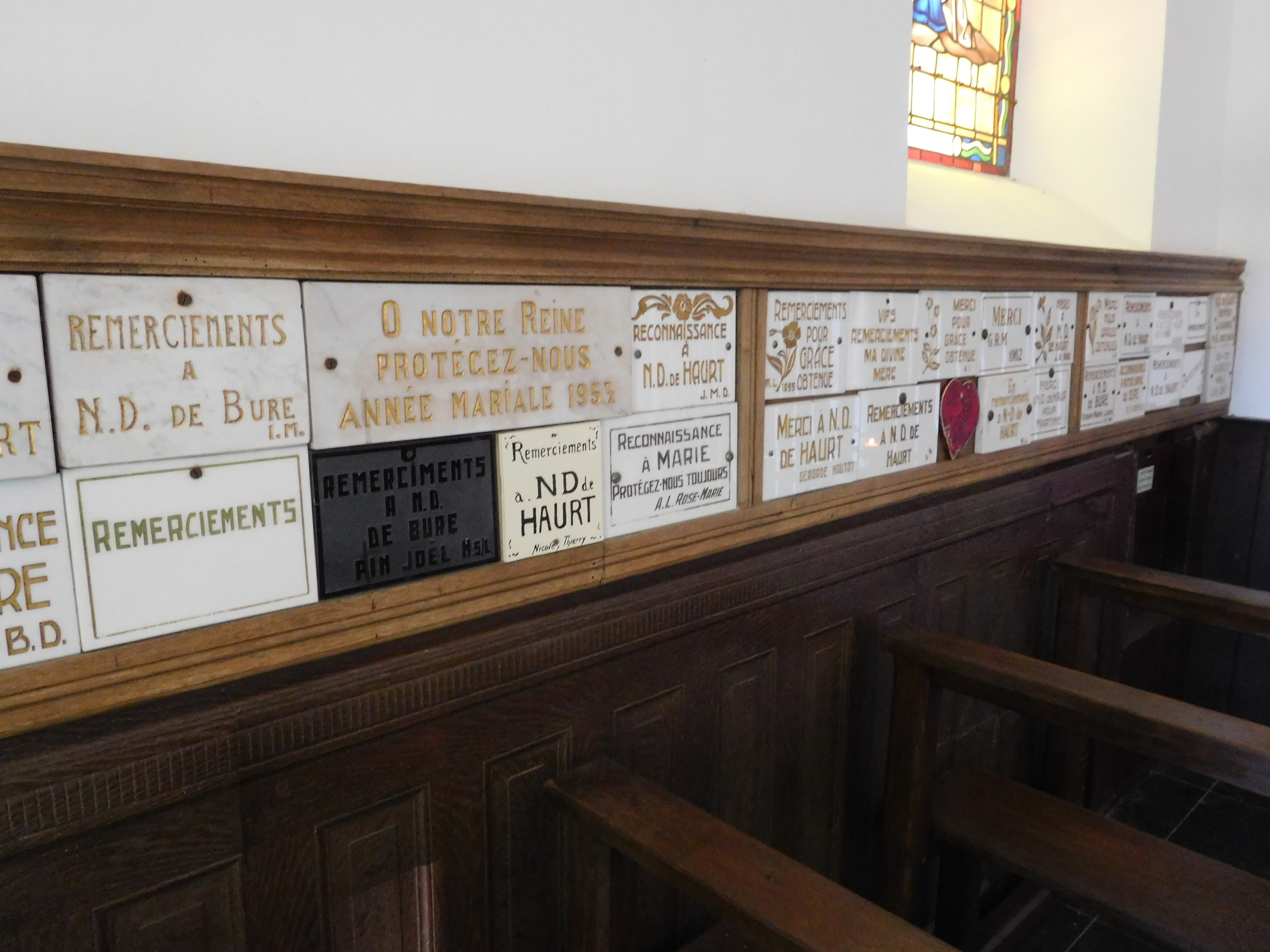
Les nombreux ex-votos à l'intérieur de la chapelle

Une croix est érigée (1751), avec niche qui protège la statue de la Madone. De style, la statue semble plus ancienne que la croix. Elle a quelque ressemblance avec celle de Foy-Notre-Dame (XVIIe siècle). Le phénomène de la ‘Vierge miraculeuse’ est rapidement connu dans la région et bientôt des pèlerins visitent la colline pour invoquer ‘Notre-Dame de Haurt’. 

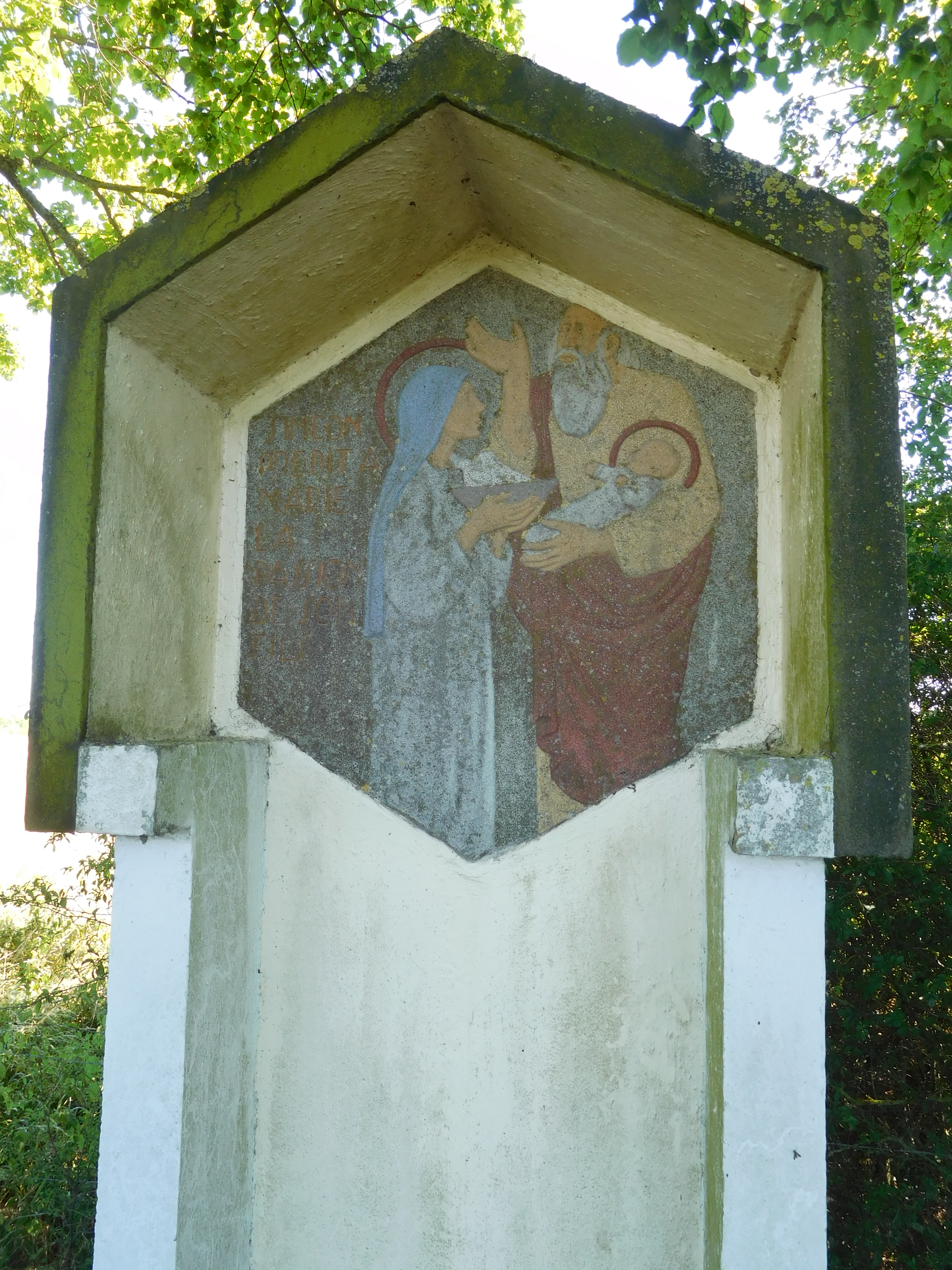
La station de la 'Présentation au Temple' (Jijé)

En 1778 il s’y trouve déjà une chapelle, comme en fait foi la carte des Pays-Bas autrichiens dessinée par Ferraris. Elle a été construite avec les pierres laissées sur place, provenant du village détruit par les troupes lorraines et portant le nom de Nives.  Le chemin qui y monte est également dessiné, suggérant une fréquentation assidue du lieu. Comme tous les autres lieux de culte, la chapelle souffre de la présence du régime révolutionnaire français. La statue subit des affronts et la chapelle est fermée. 
En 1803, dès qu’une nouvelle liberté religieuse le permet, les pèlerins reprennent le chemin de Haurt. La chapelle est restaurée et les lieux sont réaménagés. En 1850 un nouveau sentier, plus direct, y conduit. L’affluence grandit. Aussi construit-on un porche de bois devant la chapelle, protégeant les visiteurs contre les intempéries. En 1921 deux travées sont ajoutées à l’édifice qui est ainsi agrandi, et le clocheton est déplacé pour surmonter depuis la porte d’entrée. 
À l’occasion d’un congrès marial, en 1935, le site est à nouveau réaménagé pour recevoir davantage de visiteurs. Une drève rectiligne de 800 mètres de long et d’un dénivelé de 50 mètres remplace l’ancien sentier. Ce chemin sera asphalté pour la première fois à la fin des années 1950.    

## Chemin des Sept-Douleurs
À l’instar d’un ‘Chemin de croix’ qui permet, en 14 stations (ou ‘scènes’), de suivre le douloureux chemin de Jésus à partir de son agonie (au jardin des oliviers) jusqu’à sa mise au tombeau, un ‘chemin des Sept-Douleurs’ de la Vierge Marie fut créé le long de la drève, aboutissant sur l’esplanade devant la chapelle. Les sept scènes mariales sont œuvres de Joseph Gillain (dit 'Jijé'), alors au début de sa carrière d’artiste-dessinateur (1935). Placées dans un cadre hexagonal sous auvent de potales sur pied, avec textes tracés en creux - et chaque fois de manière différente -, les stations ont un aspect Art déco.

## Sources
Voir aussi De la Meuse à L'Ardenne. 
- « Pour un Autre Visage d'Église et de Société », sur paves-reseau.be (consulté le 4 janvier 2024)
- http://www.tellin.be/culture-loisirs/tourisme/tourisme-a-tellin/bure/chapelle-nd-de-haurt  : page  mise en ligne par la commune de Tellin dont dépend Bure
- http://www.haute-lesse.be/chapelle-notre-dame-de-haurt-et-potales-xiiieme-siecle-52_2-2564.fr  : descriptif pour le tourisme en Haute-Lesse